# Olympische Sommerspiele 1952/Teilnehmer (Neuseeland)
| Gelbes Symbol für Goldmedaillen mit stilisierten Olympischen Ringen | Graues Symbol für Silbermedaillen mit stilisierten Olympischen Ringen | Braundes Symbol für Bronzemedaillen mit stilisierten Olympischen Ringen |
| ------------------------------------------------------------------- | --------------------------------------------------------------------- | ----------------------------------------------------------------------- |
| 1                                                                   | —                                                                     | 2                                                                       |

Neuseeland nahm an den Olympischen Sommerspielen 1952 in der finnischen Hauptstadt Helsinki mit einer Delegation von 14 Sportlern, zwei Frauen und zwölf Männern, sowie drei Offiziellen teil.
Seit 1920 war es die siebte Teilnahme eines neuseeländischen Teams bei Olympischen Sommerspielen.

## Flaggenträger
Der Gewichtheber Harold Cleghorn trug die Flagge Neuseelands während der Eröffnungsfeier im Olympiastadion.

## Medaillengewinner
Mit einer gewonnenen Gold- und zwei Bronzemedaillen belegte das neuseeländische Team Platz 24 im Medaillenspiegel.

### Gold
- Yvette Williams – Weitsprung Frauen

### Bronze
- John Holland – 400 m Hürden
- Jean Stewart – Schwimmen, 100 m Rücken

## Teilnehmer nach Sportarten

### Gewichtheben
Männer
Schwergewicht (über 90 kg)
- Harold Cleghorn
Drücken: 130,0 kg / Reißen: 117,5 kg / Stoßen: 152,5 kg // gesamt: 400,0 kg, Rang 7

### Leichtathletik
Männer
800 m
- Maurice Marshall
Vorläufe: in Lauf 1 (Rang 4) mit 1:56,2 min nicht für die Halbfinalläufe qualifiziert

1500 m
- George Hoskins
Vorläufe: in Lauf 5 (Rang 1) mit 3:56,2 min (handgestoppt) bzw. 3:56,33 min (elektronisch) für die Halbfinalläufe qualifiziert
Halbfinale: in Lauf 1 (Rang 12) mi 3:53,0 min (handgestoppt) bzw. 3:52,72 min (elektronisch) nicht für das Finale qualifiziert

- Maurice Marshall
Vorläufe: in Lauf 4 (Rang 7) mit 4:01,0 min (handgestoppt) bzw. 4:01,03 min (elektronisch) nicht für die Halbfinalläufe qualifiziert

5000 m
- George Hoskins
Vorläufe: Lauf 3 nicht beendet

400 m Hürden
- John Holland
Vorläufe: in Lauf 6 (Rang 1) mit 53,3 s (handgestoppt) für die Viertelfinalläufe qualifiziert
Viertelfinale: in Lauf 2 (Rang 1) mit 52,2 s (handgestoppt) bzw. 52,24 s (elektronisch) für die Halbfinalläufe qualifiziert
Halbfinale: in Lauf 1 (Rang 2) mit 52,0 s (handgestoppt) bzw. 52,22 s (elektronisch) für das Finale qualifiziert
Finale: 52,2 s (handgestoppt) bzw. 52,26 (elektronisch), Rang 3

Frauen
Weitsprung
- Yvette Williams
Qualifikation, Gruppe B: mit 6,16 m (Rang 1, OR) für das Finale qualifiziert; als erste Athletin bei Olympischen Spielen übersprang sie die Sechs-Meter-Marke
Finale: x – x – 5,90 m – 6,24 m – 6,11 m – 5,99 m – 6,24 m, Rang 1 (OR)

Kugelstoßen
- Yvette Williams
Qualifikation: 11,26 m – 12,64 m – ./., Rang 10, für das Finale qualifiziert
Finale: 12,27 m – 11,54 m – 13,35 m – 12,68 m – 12,28 m – 11,73 m, Rang 6

Diskuswurf
- Yvette Williams
Qualifikation: x – 41,32 m – ./., Rang 4, für das Finale qualifiziert
Finale: 40,48 m – 32,95 m – 40,38 m, Rang 10

### Radsport
Männer
1000 m Zeitfahren
- Clarence Malcolm Simpson
1:15,1 min, Rang 11

Tandemrennen
- Clarence Malcolm Simpson, Colin Healey Dickinson: Rang 8

Sprint
- Colin Healey Dickinson: Rang 17

### Rudern
Männer
Einer
- Donald McLeod
zu den Vorläufen nicht angetreten

Vierer mit Steuermann
- Kerry Ashby, George Johnson, Colin Johnstone, John O’Brien und William Tinnock
Vorläufe: in Lauf 4 (Rang 4) mit 7:25,2 min für die Hoffnungsläufe qualifiziert
Hoffnungsläufe: in Lauf 1 (Rang 2) mit 7:07,3 min nicht für die Halbfinalläufe qualifiziert

### Schwimmen
Männer
100 m Rücken
- Lincoln Hurring
Vorläufe: in Lauf 6 (Rang 3) mit 1:09,6 min für die Halbfinalläufe qualifiziert
Halbfinale: in Lauf 1 (Rang 7) mit 1:10,2 min nicht für das Finale qualifiziert

Frauen
100 m Rücken
- Jean Stewart
Vorläufe: in Lauf 1 (Rang 2) mit 1:16,0 min für das Finale qualifiziert
Finale: 1:15,8 min, Rang 3